# Eberau
Eberau est une commune autrichienne du district de Güssing dans le Burgenland.